# Torymus punctifrons
Torymus punctifrons är en stekelart som först beskrevs av William Harris Ashmead 1894.  Torymus punctifrons ingår i släktet Torymus och familjen gallglanssteklar. Inga underarter finns listade i Catalogue of Life.